# Heřmánky (Dubá)
Heřmánky (německy Hirschmantel) jsou malá vesnice a administrativní část města Dubá v okrese Česká Lípa. Nachází se asi 6,5 kilometru severozápadně od Dubé. Heřmánky jsou také název katastrálního území o rozloze 2,76 km².

## Historie
Heřmánky mají dvě části, Dolní a Horní. Dolní Heřmánky jsou podél silnice až k Dlouhému dolu. Horní Heřmánky leží o jeden kilometr severněji na plošině směrem ke vsi Loubí. Jsou starší a menší. V roce 1542 byl učiněn zápis, že patřily k Chudému hrádku a s nimi Vartenberkům. Po smrti Albrechta z Valdštejna vdova Isabela Kateřina, rozená Harrachová, Heřmánky připojila ke svému panství Nový Zámek. Po ní se panství ujali Kounicové.

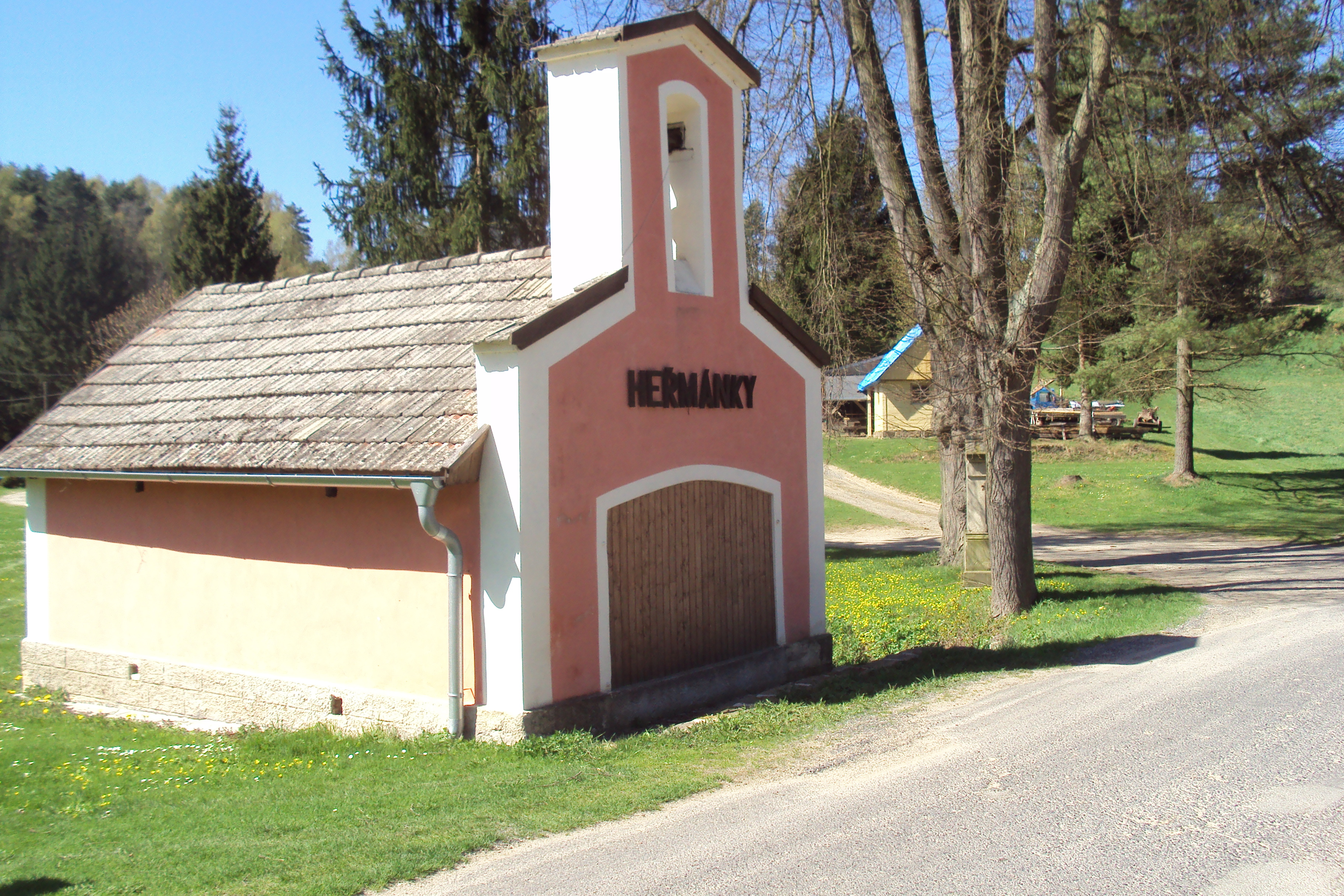
Dolní Heřmánky

V někdejším dubském okrese byly ještě jedny Heřmánky, tvořené šesti roztroušenými staveními mezi Dubou a Dražejovem. Po roce 1960 bylo pět z nich zbořeno, poslední zachovalý někdejší hostinec byl administrativně začleněn do vsi Rozprechtice.

## Přírodní poměry
Na katastrech vesnic Heřmánky, Hvězda a Litice byla roku 1998 vyhlášena přírodní rezervace Vlhošť. Katastrální území Heřmánky je zároveň součástí evropsky významné lokality Roverské skály.

## Obyvatelstvo
Při sčítání lidu v roce 1921 ve vsi žilo 109 obyvatel (z toho 51 mužů), z nichž bylo 105 Němců a čtyři cizinci. Kromě jednoho člověk bez vyznání byli římskými katolíky. Podle sčítání lidu z roku 1930 měla vesnice 107 obyvatel: jednoho Čechoslováka a 106 Němců. Všichni se hlásili k římskokatolické církvi.
| Rok            | 1869 | 1880 | 1890 | 1900 | 1910 | 1921 | 1930 | 1950 | 1961 | 1970 | 1980 | 1991 | 2001 | 2011 | 2021 |
| -------------- | ---- | ---- | ---- | ---- | ---- | ---- | ---- | ---- | ---- | ---- | ---- | ---- | ---- | ---- | ---- |
| Počet obyvatel | 154  | 143  | 120  | 114  | 110  | 109  | 107  | 48   | 47   | 10   | 9    | 6    | 14   | 22   | 21   |
| Počet domů     | 30   | 28   | 29   | 27   | 25   | 24   | 22   | 16   | 16   | 4    | 2    | 8    | 18   | 19   | 19   |